# 西諾伍德
西諾伍德（英語：West Norwood）是倫敦南部的一個地區，位於查令十字東南5.4英里（8.7公里）處，屬於蘭貝斯倫敦自治市。這一地區的主要地標有南倫敦劇院、聖盧克教堂。